# 南濟陰郡 (東晉)
濟陰郡，後改稱南濟陰郡，後中國東晉時設置的僑郡。

## 沿革
晉明帝時，以晉陵郡境內的濟陰郡流民僑置濟陰郡，屬僑置的兗州，領城武、冤句、單父、城陽、句陽、定陶等僑縣。無實土，民戶散居在今江蘇省鎮江市到無錫市一帶。
宋武帝永初二年（421年），改兗州為南兗州，濟陰郡為南濟陰郡。後省併句陽、定陶二縣。宋文帝元嘉八年（431年），南濟陰郡改屬南徐州。至此，南濟陰郡領四縣：城武、冤句、單父、城陽。
南齊時，省併冤句縣，齊明帝建武三年（496年）又省城陽縣。至此，南濟陰郡領二縣：城武、單父。後廢。

## 人口
- 宋孝武帝大明八年（464年），南濟陰郡有1655戶、8193口。[3]

## 太守
- 蕭鎋，蘭陵蘭陵人，東晉時在任。[5]
- 沈慶之，字弘先，吳興武康人，宋文帝元嘉中在任。[6]
- 殷孝祖，陳郡長平人，宋孝武帝大明三年（459年）出任。[7]
- 劉景素，彭城人，宋孝武帝大明四年（460年）出任。[8]
- 何邁，廬江灊人，宋孝武帝大明末出任，宋前廢帝景和元年（465年）被殺。[9]
- 宗越，南陽葉人，宋前廢帝景和元年（465年）領。[10]
- 姜產之，南彭城人，宋明帝泰始元年（465年）至三年（467年）在任。[11]
- 徐爰，字長玉，南琅邪開陽人，宋後廢帝泰豫元年（472年）出任。[11]
- 何戢，字慧景，廬江灊人，宋後廢帝元徽中在任。[12]
- 全景文，字弘達，吳郡人，齊高帝建元元年（479年）離任。[13]
- 戴僧靜，會稽永興人，齊高帝建元元年（479年）至二年（480年）在任。[14]
- 茹法亮，吳興武康人，齊武帝建元四年（482年）至永明中帶。[15]